# Megasthenés
Megasthenés (okolo 350-290 př. n. l.) byl řecký cestovatel a geograf. Narodil se v Malé Asii a stal se velvyslancem Seleuka I. na dvoře maurijského panovníka Sandrocotta (Čandragupty Maurjy) v Patáliputře (Megasthenés město označuje jako Palibothra). Přesná data jeho působení na maurijském dvoře však nejsou známa, většinou se datum jeho působení klade do doby před Čandraguptovou smrtí, tedy před rok 288 př. n. l. Další řecký historik Arrianos (kolem 86 - po 146) vysvětluje, že Megasthenés žil v Arachósii se satrapou Sibyritiem, odkud Indii navštěvoval.
Megasthenés po Indii mnoho cestoval a své postřehy z těchto cest si zapisoval. Jeho zápisky se nedochovaly v celku a jsou známy především z děl jiných autorů, kteří Megasthéna citují. Tyto zápisky se staly známé pod názvem Indika.Ta je dnes cenným dokladem tehdejší doby. Megasthenés v nich popisuje, jak Čandragupta svou říši spravoval, dále např. indický kastovní systém apod.